# Take My Country Back
Take My Country Back è un singolo del gruppo musicale britannico Enter Shikari, pubblicato il 20 aprile 2018 come quinto estratto dal quinto album in studio The Spark.

## Descrizione
Nel track-by-track dell'album di Kerrang! il cantante Rou Reynolds, che descrive il brano come il più diretto, rabbioso e apertamente politico dell'album, ha detto: 

All'uscita del singolo, Reynolds ha detto: 

## Video musicale
Il video, realizzato da Maks Graur (già autore di un lyric video di There's a Price on Your Head, brano presente in The Mindsweep) è stato pubblicato il sul canale YouTube ufficiale del gruppo.

## Tracce
Testi di Rou Reynolds, musiche degli Enter Shikari.
1. Take My Country Back – 3:43

## Formazione
Enter Shikari
- Rou Reynolds – voce, tastiera, programmazione, tromba
- Rory Clewlow – chitarra, voce secondaria
- Chris Batten – basso, voce secondaria
- Rob Rolfe – batteria, percussioni, cori

Altri musicisti
- David Kosten – tastiera e programmazione aggiuntive